# Belesica pictipennis
Belesica pictipennis là một loài tò vò trong họ Ichneumonidae.